# Cobus Grobler
Pour l’article homonyme, voir Cobus.
Pas d'image ? Cliquez ici

a Compétitions nationales et continentales officielles uniquement.

Dernière mise à jour le 22 juillet 2015.
Jacobus « Cobus » Andries Grobler, né le 2 février 1981 à Pretoria en Afrique du Sud, est un joueur sud-africain de rugby à XV pouvant évoluer aux postes de deuxième ligne ou de troisième ligne centre (1,95 m pour 116 kg), qui a joué au Stade rochelais de la saison 2008-2009 à la saison 2014-2015 (il a effectué son dernier match officiel à domicile contre le Racing Metro 92 le 16 mai 2015, match qui a permis à son club de se maintenir en top 14).

## Carrière en club
- 2005-2006 : Cheetahs
- 2006-2008  : Golden Lions (–21 ans, Vodacom Cup, Currie Cup)
- 2006-2008 : Lions (Super 12/14)
- 2008-2015 : Stade rochelais (Pro D2 puis TOP 14 puis de nouveau Pro D2 et encore top 14)

## Carrière en équipe nationale
Afrique du Sud 'A' (Emerging Springboks) : 3 sélections

## Palmarès
- Coupe des Nations de l'IRB : vainqueur 2008